# Ó, boldog Betlehem
Az Ó, boldog Betlehem kezdetű karácsonyi éneket valószínűleg Kapossy György komponálta. A szöveg írója Szemenyei Mihály. A dal először a Kapossy Énektárban jelent meg 1887-ben.

## Kotta és dallam
Még a vész fergeteg nem zúg fejed felett,

Ölelő szeretet dajkál, enyelg veled!

Védnek az angyalok, őrt állnak a pásztorok,

Ne sírj kis Jézuska!

## Felvételek
- O boldog Betlehem. Angelus kórus  YouTube. Magyarkanizsa, Szent Pál templom (2012. február 1.)  (Hozzáférés: 2016. június 6.) (audió) egy szólam orgonakísérettel